# Gabriel Enrique Gómez
Gabriel Enrique Gómez (Panama-Stad, 29 mei 1984) is een professioneel voetballer uit Panama, die speelt als middenvelder. In 2014 verruilde hij San Francisco FC voor Club Sport Herediano, waar hij tot in 2016 voor uitkwam.

## Clubcarrière
Gómez wisselde in het begin van zijn carrière in het betaald voetbal veelvuldig van club: tussen 2002 en 2007 speelde hij voor zes verschillende clubs, waarvoor hij in totaal ruim 120 wedstrijden gespeelde. Voor Independiente Santa Fe in Colombia kwam hij het meest in actie: veertig wedstrijden, waarin hij eenmaal een doelpunt maakte. In juni 2007 tekende Gómez een contract voor drie seizoenen bij de Portugese club CF Os Belenenses. Drie jaar lang was hij bij de club een vaste kracht en speelde hij ruim zeventig wedstrijden. In de laatste jaargang degradeerde de club uit de Primeira Liga. In de zomer van 2010 vertrok Goméz naar Ermis Aradippou op Cyprus. Een halfjaar later keerde hij terug naar Colombia, waar Gómez drie maanden in actie kwam in de Categoría Primera A voor La Equidad; de club eindigde op de tweede plaats in de Apertura, waarna Gómez kon vertrekken. Hij koos er vervolgens voor samen met landgenoot Blas Pérez te gaan spelen in de Mexicaanse tweede divisie, maar ook daar bleef Goméz niet langer dan een halfjaar. Op 21 december 2011 tekende hij een contract bij Philadelphia Union, een club in de Major League Soccer. Op 13 maart speelde hij zijn eerste wedstrijd voor Philadelphia in de MLS tegen Portland Timbers; Timbers won met 3–1, Gómez maakte het enige doelpunt voor zijn club. In het seizoen 2012 werd hij geen basisspeler, maar kwam hij wel aan speeltijd in 24 competitiewedstrijden. Daarin maakte hij zes doelpunten. Gómez keerde in december 2012 weer terug naar de Colombiaanse competitie om bij Atlético Junior te spelen, speelde aldaar zijn laatste wedstrijd in juni en ging vervolgens vanaf augustus aan de slag in zijn geboorteland bij San Francisco FC. Bij die club was hij een geheel seizoen actief en stond hij in 27 van de 28 wedstrijden in het basiselftal. Na afloop van het seizoen 2013/14 nam de Costa Ricaanse club CS Herediano hem over, waarvoor hij gedurende de jaargang 2014/15 32 wedstrijden speelde. Met Herediano won Gómez het Verano-toernooi, de tweede seizoenshelft. Het was zijn eerste landstitel en prijs in het betaald voetbal.

## Interlandcarrière
Gómez maakte zijn debuut in het Panamees voetbalelftal op 2 september 2003 in een wedstrijd om de Copa Centroamericana tegen El Salvador (1–2 verlies). Zijn eerste interlanddoelpunt maakte hij in zijn 31ste interland op 16 augustus 2006 in een oefeninterland in en tegen Peru (0–2 winst). In zijn interlandcarrière nam Gómez deel aan vier edities van de Copa Centroamericana, zes edities van de CONCACAF Gold Cup (finaleplaats in 2005 en 2013) en twee WK-kwalificatietoernooien, waarin hij in totaal 27 WK-kwalificatiewedstrijden speelde.
Gómez is thans de Panamees met de meeste gespeelde interlands in het nationaal elftal (131), gevolgd door Jaime Penedo (124) en Blas Pérez (112).
Gómez maakte eveneens deel uit van de Panamese selectie, die in 2018 onder leiding van de Colombiaanse bondscoach Hernán Darío Gómez debuteerde bij een WK-eindronde. De ploeg uit Midden-Amerika, als derde geëindigde in de CONCACAF-kwalificatiezone, was in Rusland ingedeeld in groep G en verloor achtereenvolgens van België (0-3), Engeland (1-6) en Tunesië (1-2). Gómez kwam in alle drie de groepswedstrijden in actie voor zijn vaderland.